# Uniwersytet Aalto
Uniwersytet Aalto (Aalto-yliopisto, Aalto-universitetet) – uniwersytet znajdujący się w Helsinkach, w Finlandii.
Uczelnię utworzono w wyniku połączenia trzech instytucji szkolnictwa wyższego w mieście Helsinki: Politechniki Helsińskiej (założonej w 1849), Wyższej Szkoły Ekonomicznej (założonej w 1904) oraz Instytutu Sztuk Pięknych, Projektowania i Architektury (założonego w 1871). Ścisłe powiązania między nauką, biznesem i sztuką mają na celu wspieranie innowacyjnych badań w dziedzinach interdyscyplinarnych.